# Landstingsvalget i Grønland 2018
Landstingsvalget i Grønland 2018 fandt sted den 24. april. Det blev udskrevet den 5. marts af Landsstyreformanden Kim Kielsen, og han argumenterede valgudskrivelsen med, at Grønland står over for store udfordringer, og at han ikke ønskede at det politiske arbejde ved forårssamlingen skulle ødelægges af valgkamp.
De to nystiftede partier; Samarbejdspartiet og Nunatta Qitornai med Vittus Qujaukitsoq i spidsen blev, 16. marts, godkendt til at opstille. Medlemmerne fra Partii Inuit har nedlagt partiet og stiller i stedet op for Partii Naleraq.
Der blev valgt 31 medlemmer af Landstinget ved forholdstalsvalg vha. d'Hondts metode.
Ved valget gik Siumut tilbage, men dannede efter valget en regeringskoalition med partierne Partii Naleraq, Atassut og Nunatta Qitornai.
| Parti                               | Stemmer | %     | % +/– | Mandater | +/–       |
| ----------------------------------- | ------- | ----- | ----- | -------- | --------- |
| Siumut                              | 7.959   | 27,2% | 7,1   | 9        | 3         |
| Inuit Ataqatigiit                   | 7.478   | 25,5% | 7,6   | 8        | 3         |
| Demokraterne                        | 5.712   | 19,5% | 7,7   | 6        | 2         |
| Partii Naleraq                      | 3.931   | 13,4% | 1,8   | 4        | 1         |
| Atassut                             | 1.730   | 5,9%  | 0,6   | 2        | Uændret   |
| Samarbejdspartiet                   | 1.193   | 4,1%  | 4,1   | 1        | Nyt parti |
| Nunatta Qitornai                    | 1.002   | 3,4%  | 3,4   | 1        | Nyt parti |
| Ugyldige/blanke stemmer             | 291     | –     |       | –        | –         |
| I alt                               | 29.296  | 100   |       | 31       |           |
| Registrerede vælgere/valgdeltagelse | 40.769  | 71,9% |       | -        |           |
| Kilde: Valg.gl                      |         |       |       |          |           |

Kenneth Sorentos dokumentarfilm fra 2020, Kampen om Grønland, fulgte to politikere omkring valget, Kaaleeraq M. Andersen fra Siumut og Tillie Martinussen fra Samarbejdspartiet. Martinussen blev valgt.
De valgte medlemmer af Grønlands parlament var:
| Navn                         | Parti             | Stenmer |
| ---------------------------- | ----------------- | ------- |
| Siverth K. Heilmann          | Atassut           | 436     |
| Aqqalu C. Jerimiassen        | Atassut           | 322     |
| Randi Vestergaard Evaldsen   | Demokraterne      | 579     |
| Justus Hansen                | Demokraterne      | 194     |
| Steen Lynge                  | Demokraterne      | 75      |
| Nivi Olsen                   | Demokraterne      | 874     |
| Malene Vahl Rasmussen        | Demokraterne      | 80      |
| Niels Thomsen                | Demokraterne      | 2.773   |
| Aqqaluaq Biilmann Egede      | Inuit Ataqatigiit | 873     |
| Múte Bourup Egede            | Inuit Ataqatigiit | 233     |
| Stine Egede                  | Inuit Ataqatigiit | 99      |
| Sofia Geisler                | Inuit Ataqatigiit | 98      |
| Mimi Karlsen                 | Inuit Ataqatigiit | 140     |
| Peter Olsen                  | Inuit Ataqatigiit | 209     |
| Sara Olsvig                  | Inuit Ataqatigiit | 3.360   |
| Mikivsuk Thomassen           | Inuit Ataqatigiit | 116     |
| Pele Broberg                 | Naleraq           | 208     |
| Hans Enoksen                 | Naleraq           | 2.531   |
| Henrik Fleischer             | Naleraq           | 143     |
| Jens NapãtôK'                | Naleraq           | 128     |
| Vittus Qujaukitsoq           | Nunatta Qitornai  | 698     |
| Hermann Berthelsen           | Siumut            | 429     |
| Doris J. Jensen              | Siumut            | 192     |
| Erik Jensen                  | Siumut            | 424     |
| Kim Kielsen                  | Siumut            | 2.163   |
| Karl-Kristian Kruse          | Siumut            | 322     |
| Vivian Motzfeldt             | Siumut            | 206     |
| Anders Olsen                 | Siumut            | 241     |
| Simon Simonsen               | Siumut            | 318     |
| Laura Táunâjik Uitsatikitseq | Siumut            | 176     |
| Tillie Martinussen           | Samarbejdspartiet | 480     |